# Gilberto López y Rivas
Gilberto López y Rivas (Ciudad de México) es un político y antropólogo mexicano, miembro del Partido de la Revolución Democrática hasta el año 2003, cuando renunció en protesta por la falta de ética y pragmatismo ante el poder. Participó en el movimiento estudiantil de 1968. Se ha desempeñado como diputado en la LIV y en la LVII Legislaturas del Congreso de la Unión de su país. Fue el primer jefe delegacional electo de Tlalpan, en ese entonces delegación del Distrito Federal (hoy, alcaldía de la Ciudad de México), en el periodo 2000-2003. Es articulista del periódico La Jornada y además ha sido asesor del Ejército Zapatista de Liberación Nacional.
Es profesor-investigador del Instituto Nacional de Antropología e Historia, doctor en antropología por la Universidad de Utah, maestro en antropología por la Universidad Nacional Autónoma de México y etnólogo por la Escuela Nacional de Antropología e Historia del INAH, miembro del Sistema Nacional de Investigadores (SNI), investigador titular C del Centro Regional INAH-Morelos, en Cuernavaca, profesor de la Universidad Autónoma Metropolitana (1979-1980), de la Escuela Nacional de Antropología e Historia, profesor visitante en la Universidad de La Habana, Cuba; de la Universidad de San Carlos, Guatemala; CIMI, Brasilia, Brasil; director de la ENAH del Instituto Nacional de Antropología e Historia del (1980-1983); colaborador de La Jornada y de otros periódicos y revistas especializados, y conferencista nacional e internacional sobre cuestiones étnicas y nacionales.
Fue jefe delegacional del gobierno del Distrito Federal en Tlalpan (2000 – 2003), diputado Federal de las LIV y LVII Legislaturas, miembro de la Comisión de Concordia y Pacificación (Cocopa) del Congreso de la Unión y de las comisiones de Asuntos Indígenas, Cultura y Relaciones Internacionales. Recibió la medalla “Roque Dalton” (1987).[cita requerida]
Fue asesor del Ejército Zapatista de Liberación Nacional (EZLN), durante las Mesas de Derechos y Cultura Indígena, Democracia y Justicia, asesor del gobierno de Nicaragua en Cuestión Indígena y Autonomía de 1980 a 1990 y participó en la Cruzada Nacional de Alfabetización (1980).[cita requerida]
El periodista Pablo Hiriart lo describió como exagente del KGB, y en respuesta a esto, López y Rivas le envió una nota aclaratoria. En el periódico Excelsior, del 5 de mayo del 2008, aparece la transcripción de la nota aclaratoria: “Sr. Periodista: ¿usted es de los que creen en los datos extraídos de la computadora de Raúl Reyes, que resiste bombardeos y ametrallamientos y que en su disco duro proliferan las informaciones a modo de la inteligencia colombiana? El obispo emérito Samuel Ruiz García resiste, como la señora Rosario Ibarra de Piedra, todas las calumnias en su contra. En honor a la verdad, le informo que nunca fui miembro de la KGB. Con base en mis convicciones socialistas, realicé tareas en Estados Unidos para la Inteligencia militar soviética, de lo cual estoy orgulloso y di cuenta pública en el año 2003. Con cordiales saludos, Dr. Gilberto López y Rivas.”

## Publicaciones
Nadie puede ser amigo de todos. Testimonios de un revolucionario. México: Plaza y Valdés Editores, 2023
```
  
Pueblos indígenas en tiempos de la Cuarta Transformación.
 Bajo Tierra Ediciones, 2020. Prologo de Marcos Roitman. 260 páginas. Acceso libre en:
https://www.caminoalandar.org/post/pueblos-ind%C3%ADgenas-en-tiempos-de-la-cuarta-transformaci%C3%B3n
```

- Las autonomías de los pueblos indígenas en México (editorial libros digitales Armonía, 2012).
- Estudiando la contrainsurgencia de Estados Unidos: manuales, mentalidades y uso de la antropología. Edición impresa en Venezuela, Ministerio de Cultura del Poder Popular, 2012, Segunda edición ampliada digital, octubre de 2012. Acceso libre al libro: http://www.scribd.com/doc/111132132/Dr-Gilberto-Lopez-y-Rivas-Estudiando-la-contrainsurgencia-manuales-mentalidades-y-uso-de-la-antropologia#fullscreen Archivado el 30 de octubre de 2012 en Wayback Machine.. Cuarta edición corregida y ampliada en 2020 Editorial Plaza y Valdés, con prologo de Néstor Cohan. Acceso libre: https://www.caminoalandar.org/post/estudiando-la-contrainsurgencia-de-estados-unidos-manuales-mentalidades-y-uso-de-la-antropolog%C3%ADa
- Antropología, etnomarxismo y compromiso social de los antropólogos. México: Ocean Sur, 2010.
- 'El universo autonómico: propuesta para una nueva democracia. México: Plaza y Valdés, 2008.
- Autonomías indígenas en América Latina: nuevas formas de convivencia política. México: Plaza y Valdés, 2005.
- Autonomías: democracia o contrainsurgencia. México: Editorial ERA, 2004.
- Las fuerzas armadas mexicanas a fin del milenio: Los militares en la coyuntura actual. 1999, primera edición.
- Nación y pueblos indios en el neoliberalismo (1995, segunda edición 1996)
- Primo Tapia de la Cruz: un hijo del pueblo (1993)
- El debate de la nación. Cuestión nacional, racismo y autonomía (1992)
- Antropología, minorías étnicas y cuestión nacional (1998)
- Por los caminos de internacionalismo (1987)
- Nicaragua: autonomía y revolución (1986)
- La guerra del 47 y la resistencia popular a la ocupación (1976-1982-2006-2009)
- Conquest and Resistance: The Origin of the Chicano Nacional Minority (1979)
- The Chicano: Life and Struggles of the Mexican Minority in the United States (1973)
- Los chicanos: una minoría nacional explotada (1971, 1973 y 1979)

| Predecesor: Salvador Martínez della Rocca | Jefe Delegacional de Tlalpan, Distrito Federal 2000 - 2003 | Sucesor: Carlos Imaz |

- Datos: Q5879639